# Олександрійський район (1923—2020)
Олександрі́йський райо́н (до 1924 року — Користівський, у 1924 — 1925 — Косівський, у 1930-х — Олександрівський) — район у складі Кіровоградської області. Районний центр — місто обласного підпорядкування Олександрія, до складу району не входить. Населення становить 36 769 осіб (на 1 серпня 2013 року).
17 липня 2020 року було укрупнено внаслідок адміністративно-територіальної реформи.

## Географія
Район лежить на сході Кіровоградської області. Межує з п'ятьма районами області: Світловодським, Петрівським, Знам'янським, Онуфріївським, Новгородківським і з П'ятихатським районом Дніпропетровської області.
Територія становить 185,4 тис. га, що становить 7,7 % від загальної площі області. Сільськогосподарські угіддя — 159,4 тис. га, в тому числі рілля — 131 тис. га, багаторічні насадження — 1,6 тис. га, пасовища — 24,1 тис. га, ліси та лісовкриті площі — 10,9 тис. га, водойми — 1,7 тис. га.

### Рельєф
Олександрійщина розташована на Придніпровській височині з загальним нахилом території з північного заходу на південний схід. Рельєф являє собою здебільшого плато, або підвищену хвилясту рівнину розчленовану густою мережею річкових долин і балок, а також ярів. В балках, що простягаються з заходу на схід, південні схили пологі, а північні крутіші, дуже вкриті ярами, в таких місцях відкриваються древні докембрійські породи.
Середня висота плато близько 200 м над рівнем моря. Проте спостерігається значна різниця абсолютних висот

### Клімат
Клімат помірно континентальний. Літо тривале та спекотне, зима коротка, малосніжна. Опади за рік розподіляються нерівномірно, за літній період випадає кількість опадів 336 мм, за холодний — 177 мм.
Через місто Олександрійщину з південного заходу на північний схід проходить вісь високого атмосферного тиску що розділяє область на дві частини панування різних повітряних мас — північно-західну (лісостеп), вологі маси з Атлантики і північно-східну (степ), континентальні маси з Азії і зумовлює різноманітність фізико-географічних умов регіону.
У зимові місяці переважають північні та північно-східні вітри. Влітку господарюють вітри північні та північно-західні.
Циклони (середземноморські, атлантичні та ін.) і антициклони (сибірські, східні континентальні та ін.), часто призводять до різких похолодань влітку і відлиг взимку. Такі кліматичні умови зумовлюють дуже мінливу погоду, особливо зимою.
Середньорічна температура повітря в районному центрі Олександрії +7.3 — +7.8 С0. Переважають вітри північні, північно-західні і північно-східні. Середньорічна швидкість вітру становить 3.9 м/с, вологість повітря 61 — 65 % (максимальна в грудні — 84 — 86 %, мінімальна в серпні — 43 — 48 %). Безморозний період триває 246 — 255 днів, а вегетаційний становить 207 — 215 днів.
Літній період — 114 — 130 днів. Температура самого теплого місяця (липня) становить +20,2 +21,2 С0, максимальна +39 С0.
Зима триває 110 — 119 днів. Середня температура самого холодного місяця (лютого) становить — 5,7 −6,1 С0, максимально низька — −35 С0.

### Гідрологія
Стік річок характеризується великою мінливістю в різні пори року через залежність від атмосферних опадів. Велику роль відіграє снігове живлення, тому близько 70 % стоку припадає на березень — травень, через танення снігів і весняні зливи, на червень — серпень — 10 %, на осінній сезон близько 5 %, на зимовий період 15 %, велику роль відіграє також підземне живлення.
Олександрійщина розташована в зоні нестійкого зволоження. Середньорічна кількість опадів становить 510 — 530 мм. Нерівномірно опади розподіляються за порами року. Мінімум їх припадає на зимові місяці — 14 — 18 %, максимум на літо — 40 %. За теплий період року випадає 70 % атмосферних опадів, за холодний період — 30 %.

### Геологічна будова
В основі геологічної будови залягають докембрійські кристалічні породи, вік переважної більшості яких сягає за мільярд років. Ці кристалічні породи часто виходять на поверхню. На берегах річок, у межах нашого краю виявлені гнейси, граніти, кварцити, різноманітні піски, глини та суглинки; часто на глибині до 70 км залягають шари бурого вугілля, що сприяє розвитку гірничої справи.

### Рослинність
Лісова рослинність району — дуб, клен польовий, клен гостролистий, акація, тополя, ясен, калина звичайна, верба.
Природно-кліматичні умови Олександрійщини сприятливі для вирощування озима озимої пшениці, кукурудзи, цукрових буряків, картоплі та інших культур, а також садівництва й овочівництва.

### Тваринний світ
Тваринний світ лісів представлений досить великою кількістю видів: сарни, дикі кабани, зайці-русаки, лисиці, їжаки, кроти, миші лісові, кажани, багато птахів, а в водоймах риби — карасі, лящі, окуні тощо.

## Адміністративний устрій

Будинок Олександрійської районної ради та райдержадміністрації

Район адміністративно-територіально поділяється на 1 міську раду та 21 сільську раду, які об'єднують 77 населених пунктів та підпорядковані Олександрійській районній раді. Адміністративний центр — місто Олександрія, яке має статус міста обласного значення, тому не входить до складу района. Найбільші з населених пунктів — селища Нова Прага та Приютівка, села Протопопівка, Войнівка, Головківка, Червона Кам'янка.
Села Таврівка та Зразкове зняті з облікових даних 9 грудня 2010 р..

## Природно-заповідний фонд

### Ботанічні заказники
Лікарівський (загальнодержавного значення).

### Ландшафтні заказники
Велика і мала скелі, Бандурівський.

### Орнітологічний заказник
Урочище Грабовате.

### Комплексна пам'ятка природи
Кам'яна стінка.

### Заповідні урочища
Суха балка.

## Населення
Населення становить 36,7 тисяч осіб.
Етнічний склад населення району:
| Народ                        | 1989 (%)  | 2001 (%)  |
| ---------------------------- | --------- | --------- |
| українці                     | 92,2      | 93,7      |
| росіяни                      | 5,5       | 3,9       |
| молдовани                    | 0,7       | 0,7       |
| білоруси                     | 0,7       | 0,5       |
| Загальна кількість населення | 43,7 тис. | 41,1 тис. |

## Економіка
Економіка району є аграрною, представлена переважно підприємствами АПК.

### Сільське господарство
Загальна площа сільськогосподарських угідь становить 159 826 га або 86 % від загальної території. Основні напрямки виробництва це вирощення зернових, олійних культур, кукурудзи й цукрового буряка.
Існує 221 агропромислове формування, з яких 164 є фермерськими господарствами.
На тваринницьку галузь припадає майже третина виробництва валового продукту сільського господарства. Основою розвитку тваринництва є розведення великої рогатої худоби, свиней. Головним напрямком є виробництво молока і м'яса.

### Промисловість
Промисловість району наразі представлена підприємствами харчової промисловості. Діють 6 промислових підприємств. Найбільшим з них є ТОВ «Олександрійський цукровий завод». За виходом цукру, він входить до першої п'ятірки цукрових заводів України та є більшим з двох цукрових заводів області (на початку 1990-тих років в області діяло 14 цукрових заводів).
Інші підприємства: ВАТ «Харчосмакова фабрика», ВАТ «Червонокам'янське РТП», ТОВ «УкрАгроКом» МП «Неємія», ТОВ «Хівіскпром», ЧП «Сучасні технології нагрівання плюс».
Крім того в районі діють 6 млинів, 6 олійниць, 2 крупорушки, 2 цехи по виробництву макаронних виробів, 3 пекарні.

## Транспорт
Територією району проходять дві дороги загальнодержавного призначення: E50 (М04) (Знам'янка — Дебальцеве) та E584 (М22) (Полтава — Олександрія). Дорожня мережа загалом становить 412,6 кілометри доріг, із яких 67,8 км — державного, 125,6 км — обласного й 182 км — районного значення.
На території є залізнична мережа, що адміністративно належить до Одеської залізниці. Всього нараховується 5 станцій: Користівка, Королівка, Лікарівка, Шарівка, Щаслива. 2008 року введено в дію електрифіковану дільницю Кременчук — Бурти — Користівка, що забезпечує рух електропоїзда.

## Освіта
В Олександрійському районі є 64 заклади освіти:
- 30 дошкільних навчальних закладів;
- 2 навчально-виховні комплекси;
- 19 загальноосвітніх шкіл І-ІІІ ст.;
- 9 загальноосвітніх шкіл І-ІІ ст.;
- 2 позашкільних навчальних заклади;
- 2 міжшкільні навчально-виробничі комбінати[5].

## Охорона здоров'я
У місті Олександрії розташована центральна районна лікарня, також є 3 дільничні лікарні, 10 амбулаторій, 32 фельдшерсько-акушерських пункти, санаторії «Дружба» в яких працюють майже 500 медичних працівника та 270 фахівців інших професій.

## Культура

Районна бібліотека, будинок у якому жила родина Дмитра Чижевського

У районі діють 34 будинки культури та клуби, в тому числі районний будинок культури в Олександрії.
Бібліотечна мережа охоплює 33 бібліотеки із загальним книжковим фондом 475624 тисячі примірників. Діє 1 музична школа, 11 музеїв, на громадських засадах. Самодіяльність представлена 225 художніми колективами, з яких 12 носять звання «народний аматорський». Найпомітнішими є вокальний квартет «Любисток», хор «Хлібодар», гурт «Петриківські козаки», фольклорний ансамбль «Червона калина».

## Суспільно-політичне життя
В Олександрійському районі зареєстровано 79 районних організацій політичних партій та об'єднань, а також близько 70 громадських, профспілкових та благодійних організацій.

## Релігія
В районі діють 27 релігійних громад різних конфесій та спрямувань.
Серед них: 10 громад УПЦ МП, 2 громади УПЦ КП, 1 громада РКЦ, 1 жіночий монастир, 2 громади євангельських християн баптистів, 1 громада Православної церкви України, 4 громади союзу церкви божої, 6 громад християн віри євангельської, 1 громада християн віри євангельської (автономні).
Всі релігійні організації мають приміщенням для проведення релігійної діяльності: власні приміщенням — 20, орендовані — 6, в стадії будівництва — 1.

## Пам'ятки району
В Олександрійському районі Кіровоградської області на обліку перебуває 67 пам'яток історії.
В Олександрійському районі Кіровоградської області на обліку перебуває 94 пам'ятки археології.
У районі нараховується понад 100 пам'яток історії та культури, 113 археології та 11 архітектури. За державним реєстром України на обліку перебуває 113 пам'яток археології, 67 пам'яток історії та 1 пам'ятка монументального мистецтва.
В Олександрійському районі Кіровоградської області на обліку перебуває 14 пам'яток архітектури.
Пам'ятки архітектури місцевого значення:
1. Колишній маєток Вимберга (с. Ясинуватка);
2. Церква Святого Йосипа Обручника (с. Березівка)4
3. Районна лікарня (смт. Нова Прага);
4. Колишня будівля складів (смт. Нова Прага);
5. Будинок магазину (смт. Нова Прага);
6. Церква Святого Миколая (с. Світлопіль);
7. Будинок притулку (смт. Нова Прага);
8. Ветеринарна лікарня (смт. Нова Прага);
9. Млин (смт. Нова Прага);
10. Конюшня (смт. Нова Прага);
11. Колишня міська школа (с. Бандурівка);
12. Колишній особняк (с. Бандурівка).

На території району є значна кількість курганів-поховань.
Пам'ятки археології представлені бронзовою добою, протягом якої тут існувало кілька етносів. Поховання ямної культури виявлені біля села Протопопівка. Біля села Войнівка — поховання катакомбної культури. Також є пам'ятки скіфського часу.
Період від епохи ранньої бронзи до доби заліза представлений похованнями в курганах, що були досліджені біля сіл Головківки і Протопопівки.

## Особистості
- Семен Климовський — козак Харківського полку, філософ, поет, автор пісні «Їхав козак за Дунай».
- Кость Степовий-Блакитний — головний отаман Холодноярської республіки, отаман Степової дивізії, визначний діяч Української революції 1917-22 років.
- Силенко Лев — засновник РУН віри.
- Колесник Євдокія Василівна — оперна співачка.
- Бузанов Іван Феоктистович — генетик-селекціонер, академік ВАСГНІЛ.

Див. також: Втрати силових структур внаслідок вторгнення в Україну російських військових формувань (Олександрійщина)

## Політика
25 травня 2014 року відбулися Президентські вибори України. У межах Олександрійського району було створено 48 виборчих дільниць. Явка на виборах складала — 57,82 % (проголосували 14 615 із 25 275 виборців). Найбільшу кількість голосів отримав Петро Порошенко — 44,84 % (6 553 виборців); Юлія Тимошенко — 17,22 % (2 517 виборців), Олег Ляшко — 11,40 % (1 666 виборців), Анатолій Гриценко — 6,79 % (993 виборців), Сергій Тігіпко — 6,47 % (945 виборців). Решта кандидатів набрали меншу кількість голосів. Кількість недійсних або зіпсованих бюлетенів — 1,27 %.

## Ресурси
- Олександрійська районна державна адміністрація
- Олександрійська районна рада
- Спортивна Олександрійщина
- Олександрійське радіо «Маяк»
- Сайт бібліотечної системи Олександрії[недоступне посилання з липня 2019]

- Краєзнавча література[недоступне посилання з липня 2019]

- Список посадових осіб Олександрії і Олександрійського повіту. 1901 р.(рос.)